# Rafael Perrotta
Rafael Andrés Perrotta, Cacho, (Buenos Aires, 9 de septiembre de 1920 - desaparecido el 13 de junio de 1977) fue un periodista y empresario argentino director del diario El Cronista Comercial. Fue secuestrado y hecho desaparecer por la dictadura militar autodenominada Proceso de Reorganización Nacional (1976-1983).

## Su vida
Rafael Andrés Tomás Perrotta, nació el 9 de septiembre de 1920, hijo de Rafael Severino y Marìa Ana Pereyra. Fue al colegio Champagnat, estudió Francés en la Alianza Francesa y le encantaba jugar al polo en bicicleta. Ingresó en 1939 a la Acción Católica Argentina. En 1943 fue elegido presidente de la organización de beneficencia Centro del Socorro. En 1946 se recibió de abogado en la Universidad de Buenos Aires En diciembre de ese mismo año se casó, en la Iglesia del Socorro, con Elena Bengolea.
Desarrolló su juventud como una persona de clase alta, relacionándose con las personas más poderosas del país y perteneciendo a las instituciones más exclusivas, como el Jockey Club, el Círculo de Armas, el Rotary Club de Buenos Aires, la Asociación Cristiana de Dirigentes de Empresas y del Foro de la Libre Empresa.
Su familia era propietaria del periódico El Cronista Comercial, fundado en 1908 por Antonio Martín Giménez y su padre. Desde fines de la década del 30 al morir Rafael S. el diario tuvo varios directores el último de los cuales, Duilio Anzizi estaba casado con la viuda del fundador. En 1960, Cacho, así lo conocía todo el mundo, logró el paquete de control de SADEI propietaria de El Cronista Comercial. A partir de entonces se convirtió en director del diario expandiéndolo hasta recuperar el papel de preeminencia que había tenido en la década del 30 orientándose a realizar investigaciones sobre la economía y política argentinas. Los analistas más respetados de la época eran columnistas habituales y su circulación y prestigio crecían año a año. En 1973 el diario abandonó el tamaño sábana y adquirió el formato tabloide en un intento por ganar circulación y nuevos mercados.
En los años setenta Perrotta comenzó a simpatizar con las ideas de izquierda e ingresó en secreto como militante al Partido Revolucionario de los Trabajadores (PRT) y a su brazo armado el Ejército Revolucionario del Pueblo (ERP). Formó parte del equipo de inteligencia del ERP y sus contactos con el mismo fueron primero Héctor Demarchi, delegado sindical de El Cronista Comercial, y después Javier R. Coccoz, militante-dirigente del PRT, también conocido como Pancho y que permanece desaparecido desde 1977.
Un día antes del golpe militar del 24 de marzo de 1976, Perrotta le comentó a su amigo el dramaturgo y periodista Roberto Cossa:

La que se viene, Tito, va a ser terrible. Terrible.

## Su secuestro, tortura y desaparición
El 13 de junio de 1977 por la tarde Rafael Perrotta fue detenido-desaparecido en la ciudad de Buenos Aires, probablemente en el barrio de Recoleta, donde vivía.
Al parecer, inicialmente fue llevado a un centro clandestino de detención donde fue torturado e interrogado por agentes de inteligencia del Ejército. Luego, aproximadamente el 23 de junio fue llevado al centro clandestino de detención Comando de Operaciones Tácticas I (COT-I-Martínez), ubicado en la Avenida Libertador al 14000, a cargo de la Policía de la Provincia de Buenos Aires, bajo el comando operacional del Primer Cuerpo de Ejército. Allí fue torturado. Simultáneamente su familia fue extorsionada por los militares, exigiéndoles un rescate por su vida de 375.000 dólares, del que finalmente pagaron 85.000. Tenía en ese momento 57 años.
El 2 de junio de 1997, en el programa sensacionalista televisivo Fenómeno Real, del conductor Mauro Viale, el periodista Fabián Doman, presentó una serie de documentos atribuidos al Batallón 601 del Ejército que sumaban 40 hojas sobre la detención de Perrotta incluyendo la transcripción literal del interrogatorio al que fue sometido los días 15 y 16 de junio de 1976, explicando que le habían sido entregados por personas seguramente vinculadas con el aparato represivo de la dictadura militar.
En uno de esos documentos:

Asimismo se solicita se determine la disposición final para el detenido Perrotta.

El sobreviviente Héctor Mariano Balient contó a la CONADEP el momento en que Perrotta llegó al COT-I-Martínez entre los días 12 y 14 de julio de 1976:

Otra vez nos dijeron que nos quedáramos quietos porque "ahora vamos a traer al viejo Perrotta". Yo lo reconocí porque antes lo había visto cuando me desempeñaba como Director de Ceremonial de la Gobernación. Efectivamente era Perrotta y traía una caja de zapatos conteniendo gran cantidad de remedios. Esto fue entre los días 12, 13 ó 14 de Julio de 1976; Perrotta vestía un traje gris con rayitas oscuras, camisa de fantasía y zapatos de charol; le dijeron que se sacara todo porque no lo iba a precisar más.

El periodista Jacobo Timerman también detenido-desaparecido en el CCD COT-I-Martínez, declaró por su parte a la CONADEP:

También vi en Coti Martínez a Rafael Perrotta, director del Cronista Comercial que estaba desaparecido. Vi cuando lo torturaban.

Más adelante, en el Juicio a las Juntas Timerman declaró sobre Perrotta:

Estaba completamente loco, muy golpeado, desvariaba.

A su vez, los hijos de Rafael Perrotta revelaron los pormenores de la extorsión:

Siguiendo precisas instrucciones de Harguindeguy se entrevistaron con Morelli en la SIDE, donde también, se presume, prestó funciones. Al recibirlos les recomendó los pasos que debían seguir para hallar con vida a su padre. Pocos días después se presentó en la casa de la familia un oficial del Ejército, quien acudió como un enviado de Morelli. Dijo que era de apellido Arrán y les aconsejó pagar el rescate pedido, que era de 375.000 dólares. El 17 de julio de 1976 dejaron el dinero en el lugar convenido, la Isla Maciel. Morelli no los atendió nunca más.

El 17 de julio de 1976 el general Ramón Camps ordenó realizar un gran asado en COT-I de Martínez para festejar el pago del rescate.
Los últimos datos sobre Perrotta se deben al periodista Jacobo Timerman, a su vez secuestrado el 15 de abril de 1977 y luego llevado al COT-I-Martínez, donde vio a Perrotta, retenido desde mediados de 1976, en muy malas condiciones. Se ha especulado que no pudo vivir mucho más, pero no hay datos concretos. El cadáver nunca se halló.